# Bialbero di Casorzo
Le Bialbero di Casorzo (en français : « arbre double de Casorzo ») est un mûrier sur lequel croît un cerisier. L'arbre est situé entre Grana et Casorzo, dans la province d'Asti dans le Piémont, en Italie. Le cerisier se dresse bien au-dessus du mûrier sur lequel il a pris racine,.

## Description
Les épiphytes ne sont pas inhabituels, mais ils atteignent normalement une petite taille et ont une vie courte, parce qu'il n'y a pas assez d'humus et d'espace disponible pour leur croissance.
Les grands épiphytes comme le bialbero di Casorzo nécessitent que l'arbre supérieur ait une connexion entre ses racines et le sol, par exemple à travers un tronc creux,.